# Plaza Hotel, New York

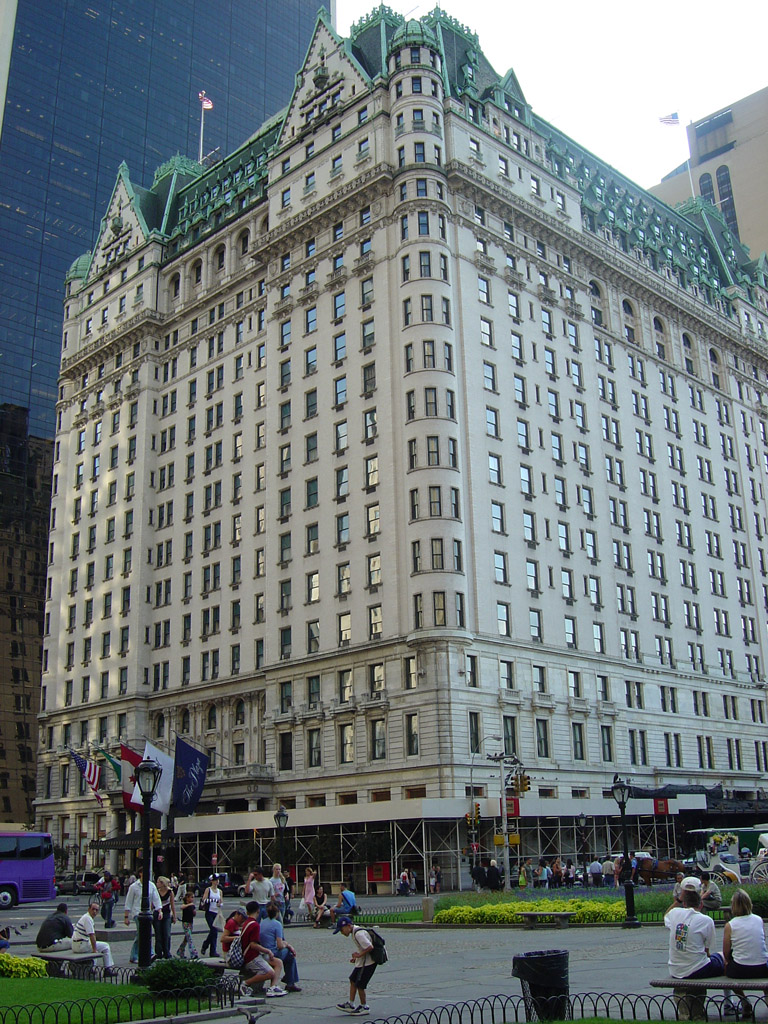
Plaza Hotel

Plaza Hotel i New York är ett kulturminnesmärkt lyxhotell.
Plaza Hotel ligger vid västra sidan av Grand Army Plaza på Manhattan. Byggnaden, som är 20 våningar hög, ritades av Henry Janeway Hardenbergh i stil efter franska renässansslott och invigdes den 1 oktober 1907. Byggnaden kulturminnesmärktes av staden 1969 och utsågs 1986 till nationellt kulturminnesmärke.
Hotellrörelsen drivs i dag av kanadensiska Fairmont Hotels and Resorts. Hotellet har, efter den senaste renoveringen på 2000-talet, 282 rum och 152 privatägda våningsliknande sviter.
Conrad Hilton köpte Plaza Hotel 1943. År 1955 köptes hotellet av restaurangkedjan Childs Company, senare namnändrad till Hotel Corporation of America. Donald Trump köpte det därefter 1988 och sålde det efter sin skilsmässa med Ivana Trump 1995 till Troy Richard Campbell. Denne sålde det i sin tur 2004 till den nuvarande ägaren, fastighetsbolaget El Ad Properties.

## Populärkultur
Hotellet är också känt för att vara med i filmen Ensam hemma 2 - vilse i New York (1992), där lille Kevin McCallister ensam checkar in på hotellets rum med sin pappa Peters kreditkort.

### Fotnoter
1. ↑  ”The Plaza” (på engelska). Historical Hotels of the World Then and Now. http://www.historichotelsthenandnow.com/plazanewyork.html. Läst 14 augusti 2018.
2. ↑  ”Bo som filmens stjärnor” (på svenska). Aftonbladet. 13 december 2010. https://www.aftonbladet.se/resa/a/wERMjP/bo-som-filmens-stjarnor. Läst 14 augusti 2018.
3. ↑  Nicke Alén (29 mars 2015). ”Filmer som utspelar sig i hotell” (på svenska). Svenska yle. https://svenska.yle.fi/artikel/2015/03/29/filmer-som-utspelar-sig-i-hotell. Läst 14 augusti 2018.